# 黑寡婦脈衝星
黑寡婦脈衝星（英語：Black Widow Pulsar，編號 B1957+20）距地6500光年（2.0 kpc），是一顆和棕矮星以軌道週期9.2小時互繞組成食雙星的毫秒脈衝星，並且每次環繞有約20分鐘的恆星食。該脈衝星发现於1988年，是当時第一個已知的食雙星中的脈衝星。 

## 概要
对該系統普遍的理論解釋是棕矮星伴星正被中子星主星产生的强大磁场、高能粒子风、或伽马射线所摧毁，因此主星得到了「黑寡婦」的別稱。之後，其他類似的天體也被發現，並且由毫秒脈衝星和正被吸收中伴星組成的聯星系統也可稱為黑寡婦脈衝星。
之後天文學家以H-α波段觀測到該系統的弓形震波存在，並以钱德拉X射线天文台在X射线波段下拍攝到的規模較小的次級震波，表示弓形震波的前進速度約時速1百萬公里。
2010年天文學家推測該系統中子星的質量下限為{\displaystyle 1.66M_{\odot }}，上限則可能是{\displaystyle 2.4M_{\odot }}。如果上限值是確定的，黑寡婦脈衝星的質量將會超過已確認質量最大的PSR J1614–2230，不過仍在歐本海默極限內。

## 行星
脈衝星有一個亞恆星伴星，可能是棕矮星。 
| 成員 (依恆星距離) | 质量  | 半長軸 (AU) | 轨道周期 (天) | 離心率 | 傾角 | 半径 |
| ----------------- | ----- | ----------- | ------------- | ------ | ---- | ---- |
| b                 | 22 MJ | —           | 0.38          | —      | —    | —    |

## 圖集
以下兩幅圖是黑寡婦脈衝星本身和其周邊狀態的艺术想像圖：

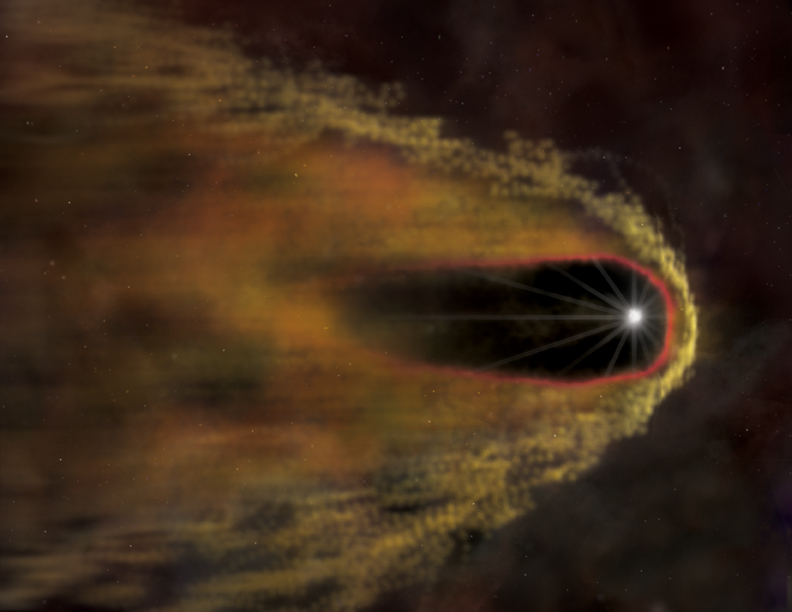
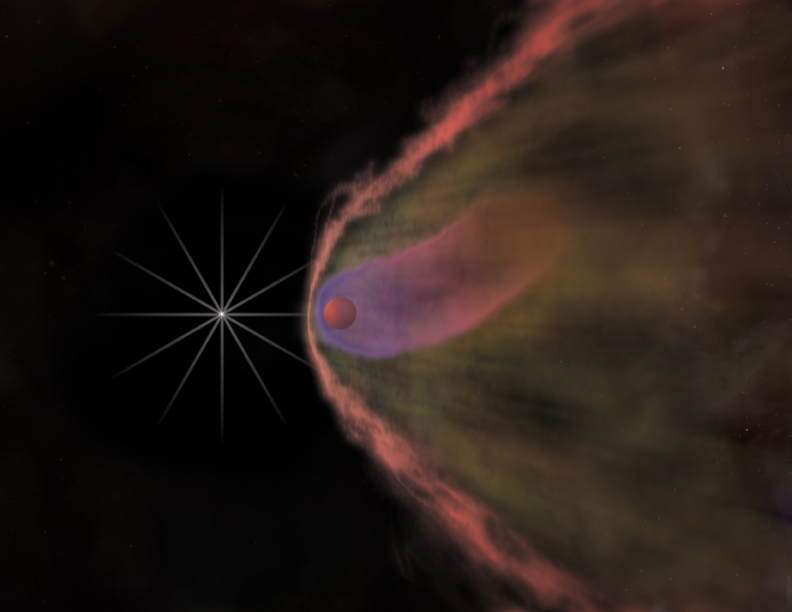